# Чурачандпур (округ)
Чурачандпур (англ. Churachandpur) — округ в индийском штате Манипур. Является самым большим по площади округом штата. Административный центр — город Чурачандпур. Площадь округа — 4570 км². По данным всеиндийской переписи 2001 года население округа составляло 227 905 человек. Уровень грамотности взрослого населения составлял 70,59 %, что выше среднеиндийского уровня (59,5 %).